# Комори на Летњим олимпијским играма 2004.
Комори су учествали на Олимпијским играма 2004. одржаним у Атини, Грчка, од 13. до  19. августу. У њиховом 3. учешћи на олимпијским играма, Коморе је представљало троје  спортиста (2 мушкарца и 1 жена) који су се такмичили у 2 спорта. Ово су прве Игре на којима су Комори осим атлетике имали и представника и у неком другом спорту.
На церемонији свечаног отварања Игара заставу је носио је атлетичар Хадари Џафар, којем је ово било треће учешће на олимпијским грама.  Најстарији учесник у репрезентацији Комора било је дизач тегова Chaehoi Fatihou са 33 године и 38 дана. Најмлађа је била атлетичарка Salhate Djamalidine са 25 година и 242 дана.
Комори су остали у групи земаља које нису освајале олимпијске медаље.

## Учесници по дисциплинама
| Спорт         | Мушкарци | Жене | Укупно |
| ------------- | -------- | ---- | ------ |
| Атлетика      | 1        | 1    | 2      |
| Дизање тегова | 1        | 0    | 1      |
| Укупно(2)     | 2        | 1    | 3      |

## Резултати

### Атлетика

#### Мушкарци
| Атлетичар    | Дисциплина | Лични рекорд | Квалификације | Квалификације | Полуфинале       | Полуфинале       | Полуфинале       | Полуфинале       | Финале           | Финале       | Детаљи |
| Атлетичар    | Дисциплина | Лични рекорд | Резултат      | Место         | Резултат         | Место            | Резултат         | Место            | Резултат         | Место        | Детаљи |
| ------------ | ---------- | ------------ | ------------- | ------------- | ---------------- | ---------------- | ---------------- | ---------------- | ---------------- | ------------ | ------ |
| Хадари Џафар | 100 м      | 10,32 НР     | 10,62         | 7. у гр. 3    | Није се пласирао | Није се пласирао | Није се пласирао | Није се пласирао | Није се пласирао | 62. /74 (80) |        |

#### Жене
| Атлетичарка         | Дисциплина    | Лични рекорд | Лични рекорд | Квалификације | Квалификације     | Полуфинале        | Полуфинале        | Финале         | Финале | Детаљи |
| Атлетичарка         | Дисциплина    | Резултат     | Пласман      | Резултат      | Пласман           | Резултат          | Пласман           |                |        | Детаљи |
| ------------------- | ------------- | ------------ | ------------ | ------------- | ----------------- | ----------------- | ----------------- | -------------- | ------ | ------ |
| Salhate Djamalidine | 400 м препоне | 57.97 НР     | 59,72        | 7. у гр. 4    | Није се пласирала | Није се пласирала | Није се пласирала | 32. / 33. (34) |        |        |

### Мушкарци
| Такмичар        | Дисциплина | Трзај        | Трзај        | Избачај      | Избачај      | Укупно       | Пласман      | Детаљи |
| Такмичар        | Дисциплина | Резултат     | Пласман      | Резултат     | Пласман      | Укупно       | Пласман      | Детаљи |
| --------------- | ---------- | ------------ | ------------ | ------------ | ------------ | ------------ | ------------ | ------ |
| Chaehoi Fatihou | -85 кг     | Није завршио | Није завршио | Није завршио | Није завршио | Није завршио | Није завршио |        |

## Rеференце
1. ↑  Носилац заставе Комора на отварању ЛОИ 2004.